# NGC 6296
NGC 6296 is een balkspiraalstelsel in het sterrenbeeld Slangendrager. Het hemelobject werd op 17 juni 1863 ontdekt door de Duitse astronoom Albert Marth.

## Synoniemen
- UGC 10719
- MCG 1-44-2
- ZWG 54.3
- IRAS 17062+0357
- PGC 59690